# Thoon (Gigant)

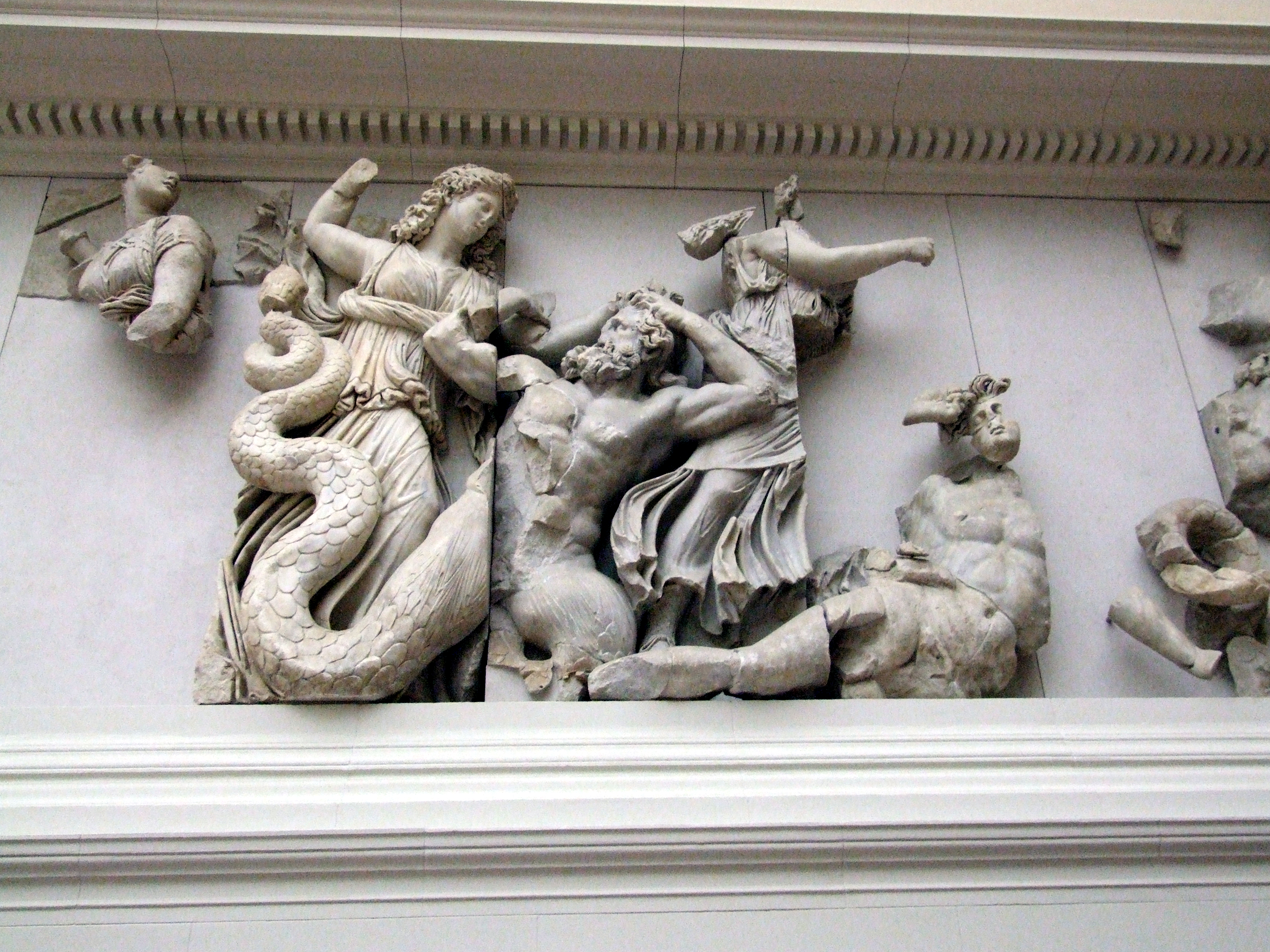
Die Moiren erschlagen Agrios und Thoon. Detail des Pergamonaltars

Thoon (altgriechisch Θόων Thóōn) ist ein Gigant der griechischen Mythologie.
Er ist in der Bibliotheke des Apollodor ein Sohn der Gaia und dem Blut des Uranos, das bei seiner Entmannung auf Gaia fällt. Wie auch der Gigant Agrios wird Thoon in der Gigantomachie von den Moiren mit Bronzekeulen erschlagen. Da die Giganten nur von Sterblichen endgültig getötet werden können, streckt Herakles ihn am Boden liegend mit einem Pfeil nieder.